# George R. Robbins

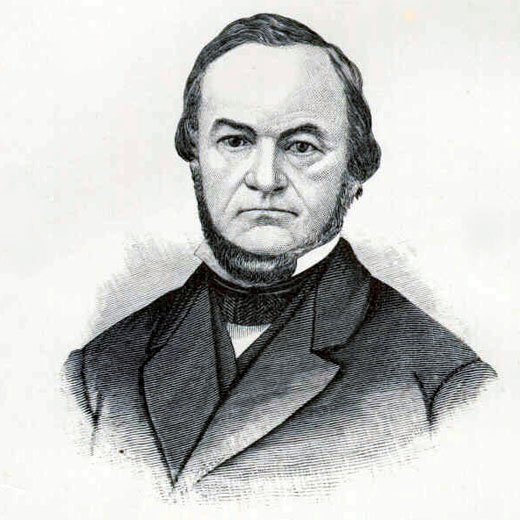
George R. Robbins

George Robbins Robbins (* 24. September 1808 bei Allentown, Monmouth County, New Jersey; † 22. Februar 1875 in Hamilton Square, New Jersey) war ein US-amerikanischer Politiker. Zwischen 1855 und 1859 vertrat er den Bundesstaat New Jersey im US-Repräsentantenhaus.

## Werdegang
George Robbins erhielt eine gute Schulausbildung. Nach einem anschließenden Medizinstudium am Jefferson Medical College in Philadelphia und seiner 1837 erfolgten Zulassung als Arzt begann er in Falsington (Pennsylvania) in diesem Beruf zu arbeiten. Noch im gleichen Jahr zog er nach Hamilton Square in New Jersey, wo er weiterhin als Mediziner praktizierte. In den 1850er Jahren begann er als Mitglied der kurzlebigen Opposition Party eine politische Laufbahn.
Bei den Kongresswahlen des Jahres 1854 wurde er im zweiten Wahlbezirk von New Jersey in das US-Repräsentantenhaus in Washington, D.C. gewählt, wo er am 4. März 1855 die Nachfolge von Charles Skelton antrat. Nach einer Wiederwahl konnte er bis zum 3. März 1859 zwei Legislaturperioden im Kongress absolvieren. Diese waren von den Ereignissen im Vorfeld des Bürgerkrieges bestimmt. Dabei ging es vor allem um die Frage der Sklaverei. Noch während seiner ersten Legislaturperiode wechselte Robbins zur 1854 gegründeten Republikanischen Partei, als deren Kandidat er 1856 wiedergewählt wurde.
Im Jahr 1858 verzichtete Robbins auf ein erneutes Antreten. Nach dem Ende seiner Zeit im US-Repräsentantenhaus arbeitete er wieder als Arzt. Er starb am 22. Februar 1875 in Hamilton Square.